# Extensive Tierhaltung

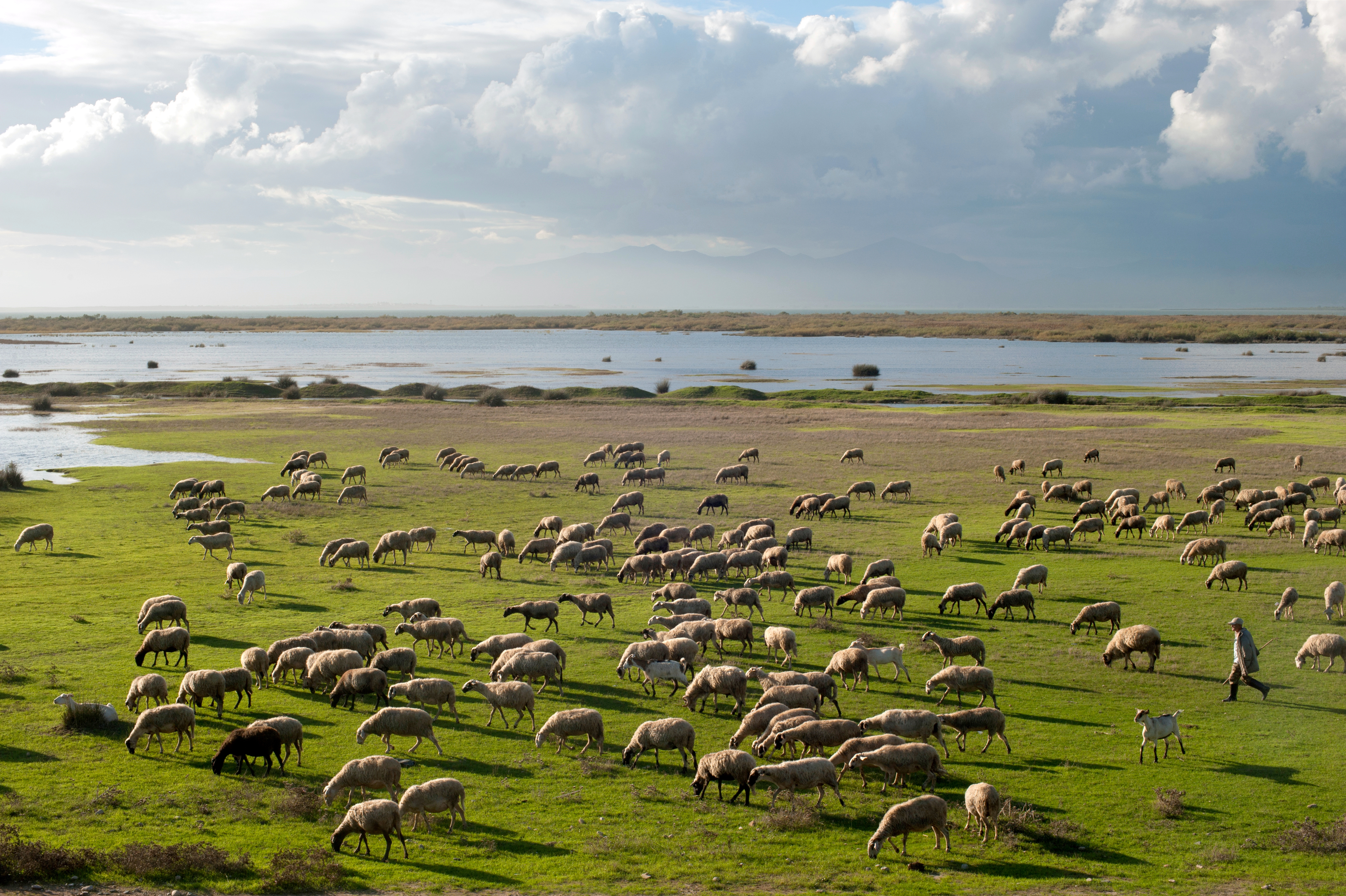
Wanderschäferei in Griechenland

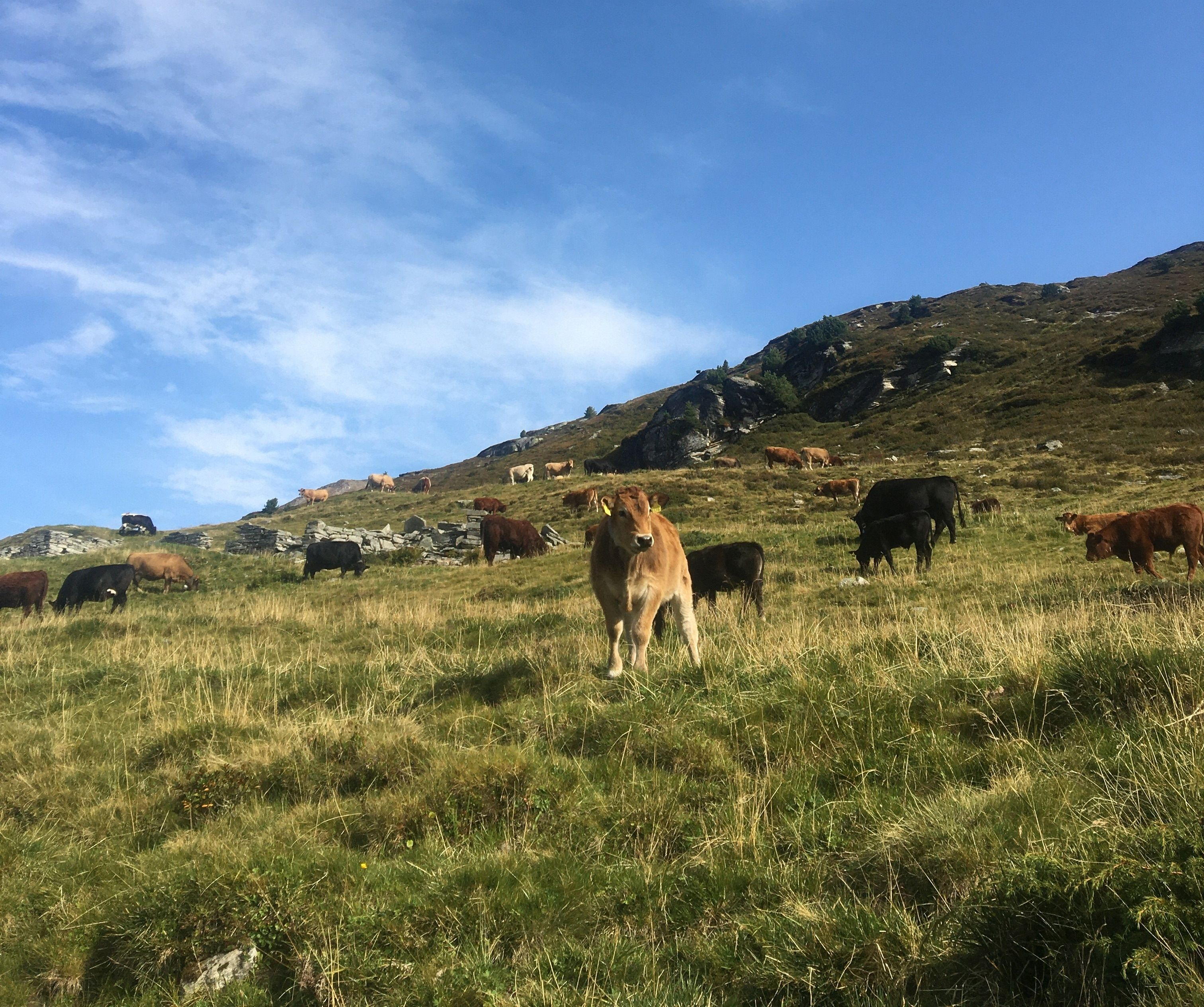
Almwirtschaft: Form der extensiven Weidehaltung im Hochgebirge

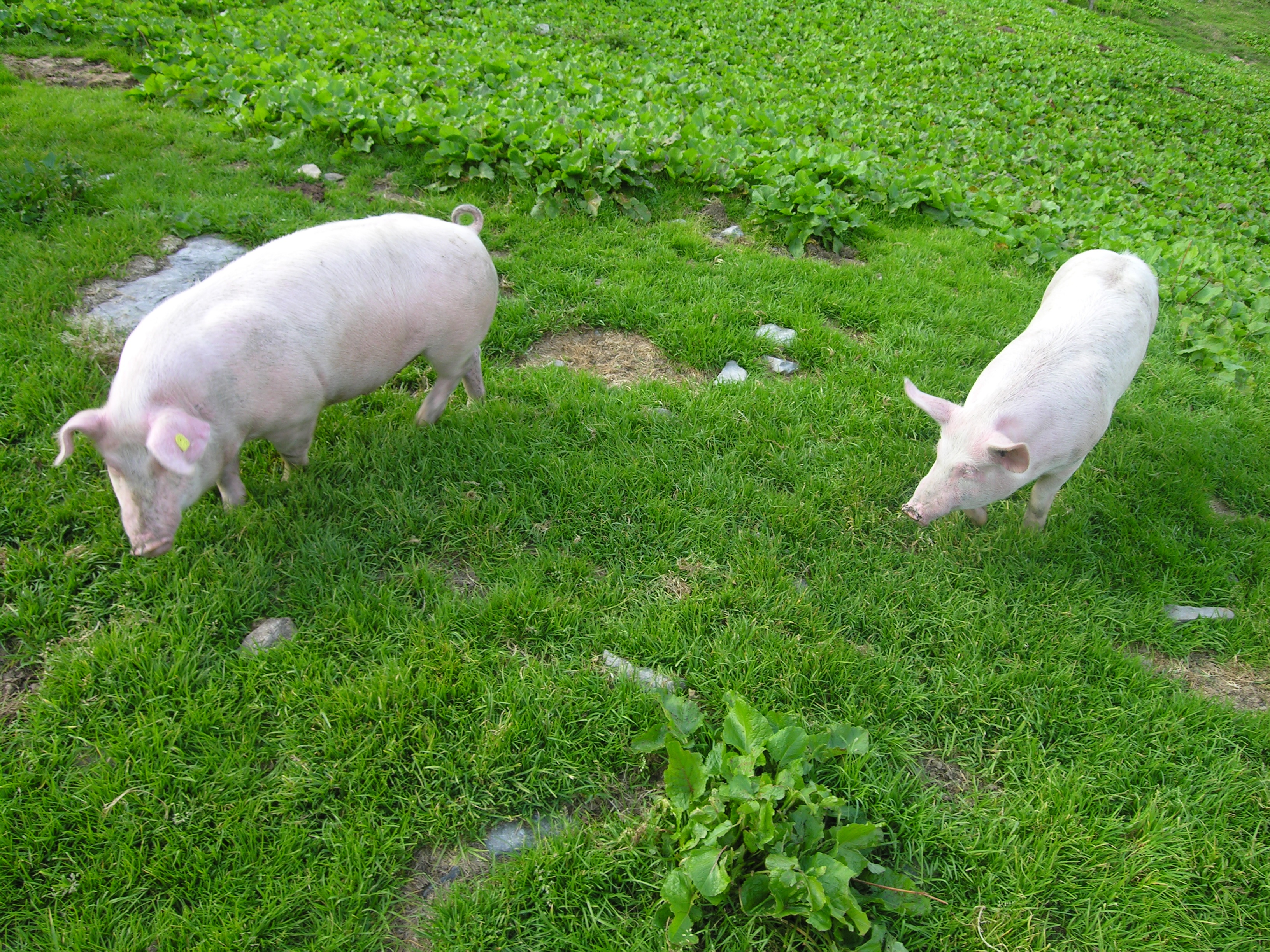
Schweinehaltung im Freiland bei Cimalmotto (Schweiz)

Extensive Tierhaltung (von lat.: extendere = „ausdehnen“) bezeichnet Systeme der Tierproduktion, welche durch eine großflächige Landnutzung mit geringem Viehbesatz bei geringerer Nutzung anderer Produktionsfaktoren gekennzeichnet sind. Sie ist das Gegenteil der intensiven Tierhaltung.
In den meisten Fällen ist kein Zusatzfutter notwendig und das Vieh ist häufig ganzjährig auf der Weide. Um Überweidungsschäden zu verhindern, werden oftmals mehrere Tierarten kombiniert, die die Grasnarbe unterschiedlich belasten und einen ökologisch sinnvollen Weidedruck ergeben. Zudem liegt darin der Grund für die vormals nomadischen Formen der Fernweidewirtschaft, die nach wie vor die sinnvollste und häufigste Nutzungsform der empfindlichen Naturweiden in den Trockengebieten der Erde darstellt. (siehe auch Pastoralismus)
Mehr als ein Viertel der gesamten Landoberfläche der Erde werden auf diese Weise extensiv landwirtschaftlich genutzt.

## Definition

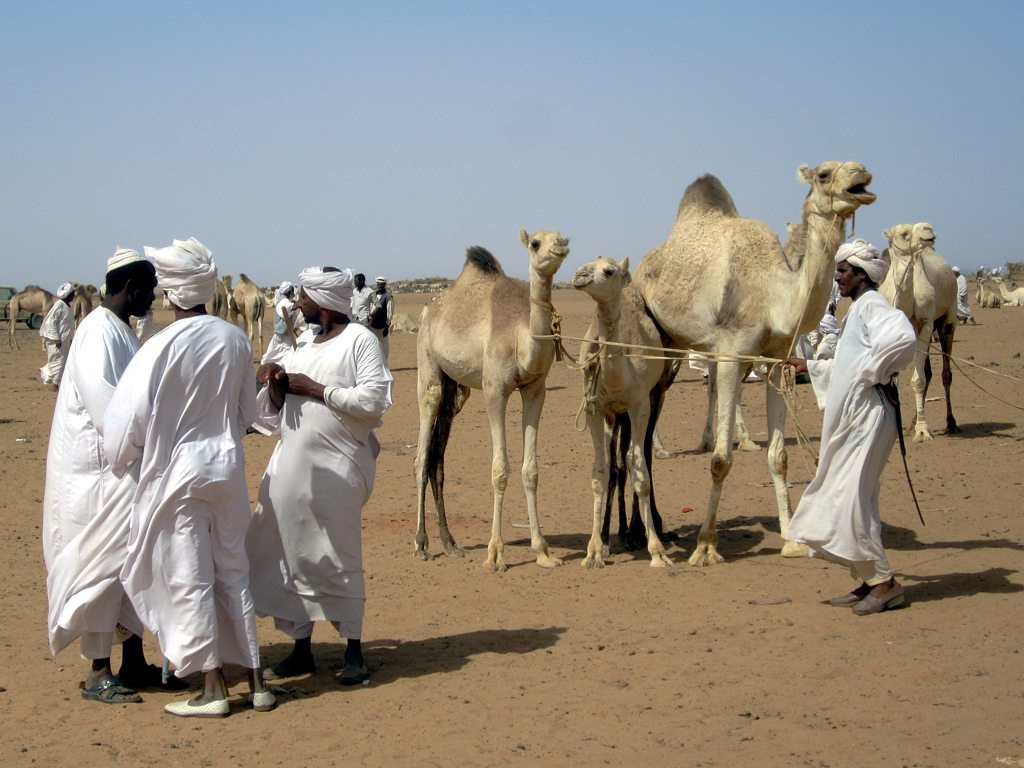
Kamele sind weitaus besser an die spärliche Vegetation der Wüsten angepasst als Rinder, so dass die auf Rindern basierenden Großvieheinheiten im Grunde nur eine grobe Orientierung zulassen.

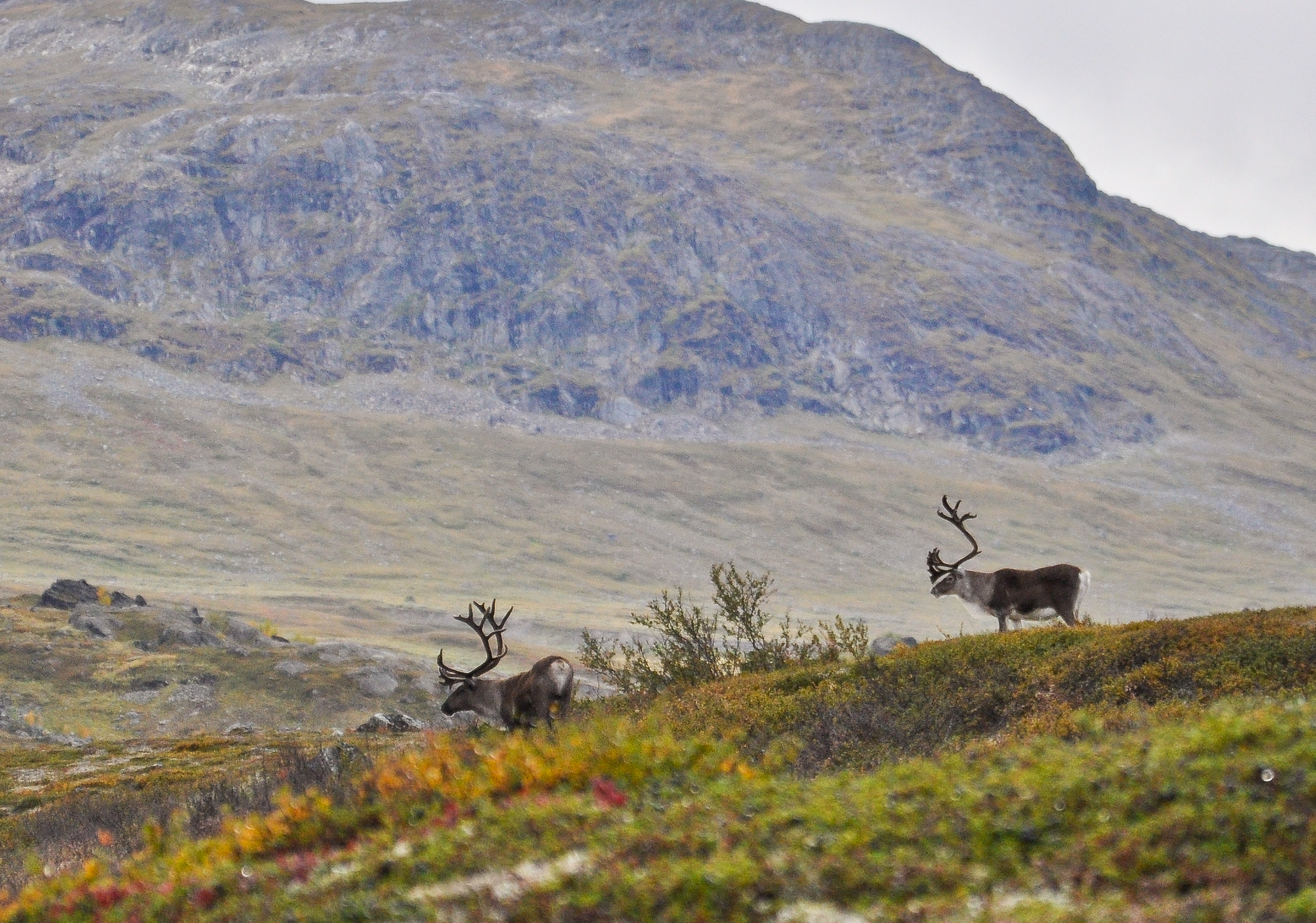
Da für Rentiere das gleiche wie für Kamele gilt, wird ihr Besatz in Stückzahlen angegeben.

Ein Tierhaltungsverfahren ist dann extensiv, wenn mindestens ein Produktionsfaktor (Arbeit, Boden, Kapital) extensiv – also nur geringfügig – genutzt wird. Ziel der extensiven Viehhaltung ist es, meist ertragsschwache Landwirtschaftsflächen noch rentabel zu bewirtschaften. In der dicht besiedelten Ökumene kommt zudem der Flächenerhalt von Kulturlandschaften im Sinne des Naturschutzes hinzu.
Als Maßeinheit für den Viehbesatz wird in der Regel die Großvieheinheit (GV oder GVE) verwendet, die für ein Rind oder ein Kamel oder beispielsweise für 10 Schafe oder 12 Ziegen steht.
(Die folgend genannten Werte dürfen nicht in Relation zu den Durchschnittswerten verschiedener Staaten gesehen werden – wie u. a. im Artikel Viehbesatz genannt –, da dort extensive und intensive Systeme in die Berechnung einfließen.)
| Weidelandtyp                        | GVE je 100 ha, von … bis              | Quelle                     |
| ----------------------------------- | ------------------------------------- | -------------------------- |
| Subarktische Tundren u. Waldtundren | 1 bis 7 Rentiere (entspricht 0,3–2,1) | spektrum.de                |
| Kalte Wüsten (Asien)                | 0,5–3                                 | UNI Greifswald spektrum.de |
| Heiße Wüsten (Afrika, Asien)        | 1,8–3,3                               | FAO spektrum.de            |
| Kalte Halbwüsten (Asien)            | 3–5                                   | Schultz                    |
| Trockensteppen (Asien)              | 5–16                                  | Schultz                    |
| Heiße Halbwüsten (Afrika, Asien)    | 6,7–10                                | spektrum.de                |
| Trockene Savannen (Afrika, Asien)   | 8,3–16                                | spektrum.de                |
| Grassteppen (Asien)                 | 16–50                                 | Schultz                    |
| Hutewald (Mitteleuropa)             | 16–30                                 | ABU Soest                  |
| Magerrasen (Mitteleuropa)           | 30–50                                 | ABU Soest                  |
| Almen (Mitteleuropa)                | 50–80                                 | ABU Soest                  |
| Extensive Grünlandhaltung           | 80–150                                | ABU Soest                  |
| z. Vgl. Intensive Tierhaltung       | 200–600                               | Schultz ABU Soest          |

## Formen

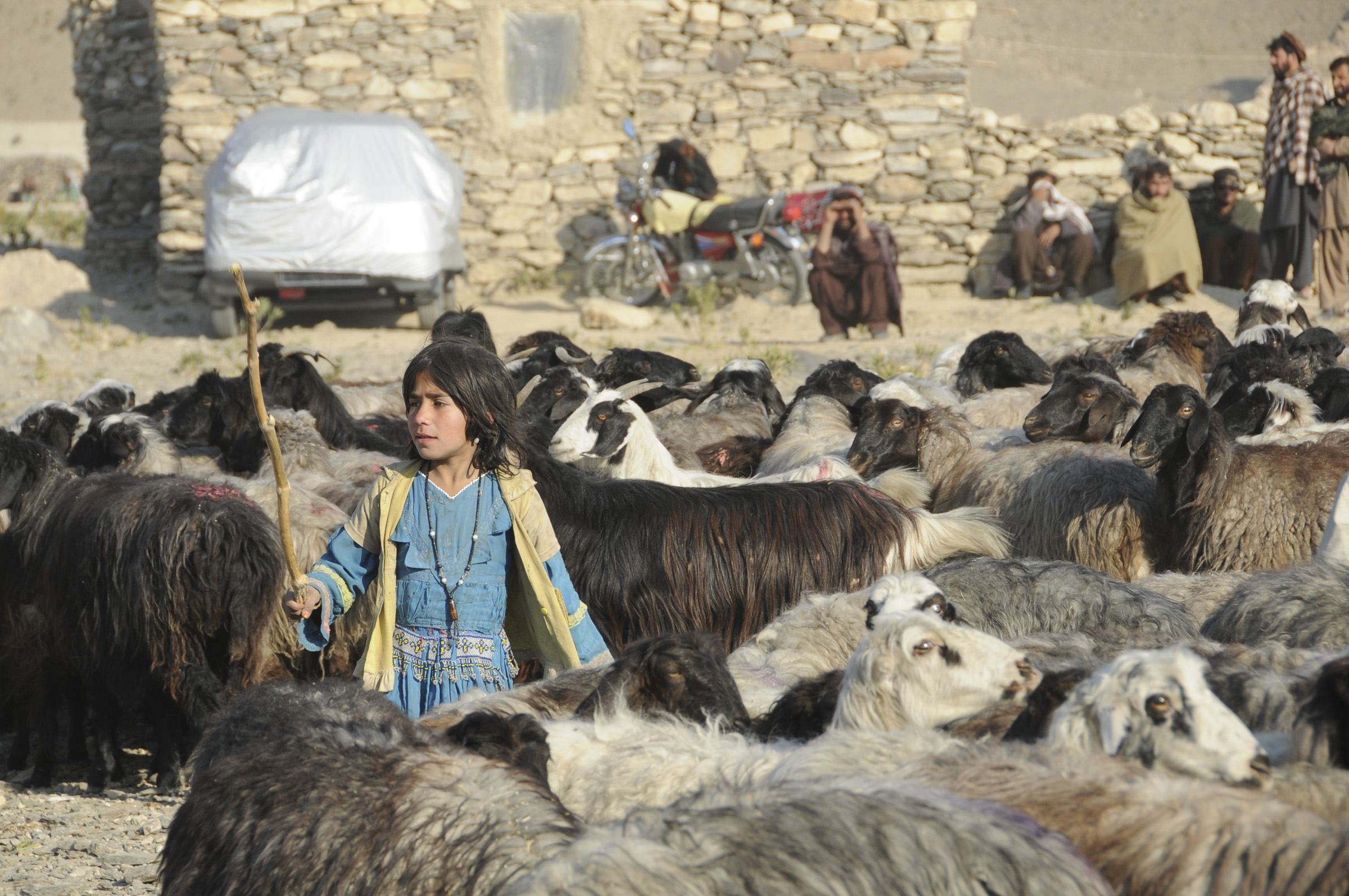
Schafherde der Kuchi-Nomaden Afghanistans: In den Trockenregionen der Erde ist die extensive Tierhaltung sowohl zur Selbstversorgung als auch für den Markt bislang ohne Alternative.

Der Ursprung der extensiven Tierhaltung liegt bei den Hirtennomaden Asiens und Afrikas. Alle daraus hervorgegangenen Systeme der sogenannten „Fernweidewirtschaft“ sind auch heute noch extensiv. Hingegen geht der Anteil der traditionellen Selbstversorgung zugunsten marktorientierter Produktion stetig zurück.
Stationär extensive Viehhaltungssysteme sind in feuchteren Savannengebieten ebenso alt wie der Nomadismus. Sie kommen hauptsächlich in Afrika vor. Moderne stationäre Systeme in Trockenregionen mit Eigenfutterproduktion und geringer Besatzdichte finden sich z. B. im Altiplano, dem Cerrado, im Westen der USA oder der Sahelzone.
Auf den ursprünglich künstlich angelegten Grünlandflächen der dicht besiedelten Gebiete Eurasiens und Amerikas wird vorwiegend intensive Tierhaltung betrieben. Hier findet sich als traditionelle extensive Form noch die Almwirtschaft der Gebirge (vornehmlich Alpen, Norwegen, Pyrenäen, Karpaten). Aufgrund diverser Folgeprobleme der intensiven Haltung etabliert sich seit dem letzten Drittel des 20. Jahrhunderts erneut eine extensive Strategie in den Agrarregionen: die moderne ökologische Viehhaltung.
Zusammenfassend lässt sich die extensive Tierhaltung im Wesentlichen nach folgenden Kriterien und Kombinationen untergliedern:
| Weidemanagement              | Sesshaftigkeit                                                     | Grünlandwirtschaft (anthropogen entstandene Weiden) | Pastoralismus (Beweidung natürlicher Offenlandschaften) |
| ---------------------------- | ------------------------------------------------------------------ | --------------------------------------------------- | ------------------------------------------------------- |
| Stationäre Tierhaltung       | die Tierhalter sind sesshaft (Pastorale Hirten sind halb-sesshaft) | Ökologische Tierproduktion                          | Ranching                                                |
| (Mobile) Fernweidewirtschaft | zumindest Tierhalter sind sesshaft                                 | (Almwirtschaft)                                     | Transhumanz                                             |
| (Mobile) Fernweidewirtschaft | halb-sesshaft, halb-nomadisch oder teilweise nomadisch             |                                                     | Mobile Tierhaltung                                      |
| (Mobile) Fernweidewirtschaft | alle Angehörigen leben nomadisch                                   |                                                     | Nomadismus                                              |

## Probleme
Ektoparasiten sorgen bei großen extensiv gehaltenen Herden außerhalb Europas für große wirtschaftliche Schäden.